# Staatsanwaltschaft Berlin
Die Staatsanwaltschaft Berlin ist eine Strafverfolgungs- und Strafvollstreckungsbehörde des Landes Berlin und die größte Staatsanwaltschaft der Bundesrepublik Deutschland. Die Behörde hat ihren Sitz in Berlin in der Turmstraße 91 im Kriminalgericht Moabit und unterhält vier Außenstellen.
Leitender Oberstaatsanwalt ist seit November 2017 Jörg Raupach. Dieser war bereits ab 2015 Ständiger Vertreter des vormaligen Leitenden Oberstaatsanwalts und als solcher ab April 2016 mit der Wahrnehmung der Aufgaben des Behördenleiters beauftragt.

## Geschichte
Die Institution der Berliner Staatsanwaltschaft besteht seit dem 1. Oktober 1846. Von Oktober 1994 bis September 1999 bestand neben der Staatsanwaltschaft Berlin die Staatsanwaltschaft Berlin II, welche für die Ermittlungen wegen DDR-Unrechts sowie vereinigungsbedingter Wirtschaftskriminalität zuständig war. Seit Juni 2006 werden die Leiter nicht mehr als Generalstaatsanwalt, sondern Leitender Oberstaatsanwalt in Berlin bezeichnet.

## Organisation
Übergeordnete Behörde der Berliner Staatsanwaltschaft innerhalb des Ressorts der Senatsverwaltung für Justiz, Verbraucherschutz und Antidiskriminierung ist die Generalstaatsanwaltschaft Berlin (siehe Generalstaatsanwaltschaft), der gleichfalls die Amtsanwaltschaft Berlin (siehe Amtsanwaltschaft) mit Zuständigkeit für weite Bereiche von Bagatelldelikten, leichter und mittlerer Kriminalität (einschließlich Verkehrsstraftaten) nachgeordnet ist.
Bei der Staatsanwaltschaft Berlin sind über 800 Mitarbeiter, darunter ca. 300 Staatsanwälte, tätig (Stand Mai 2017). Diese werden an vier Standorten beschäftigt, neben dem Hauptsitz im Kriminalgericht Moabit in den Gebäuden Kirchstraße 7 und Turmstraße 22 sowie am Westhafen (Archiv).
Der operative Bereich der Staatsanwaltschaft Berlin ist in sechs Ermittlungshauptabteilungen (Hauptabteilungen 3–8) und eine Hauptabteilung Vollstreckung (Hauptabteilung 9) untergliedert, die jeweils von einem Hauptabteilungsleiter geleitet werden.
Während die Hauptabteilung Vollstreckung aus zwei Abteilungen besteht, verteilen sich insgesamt 35 Abteilungen auf die sechs Ermittlungshauptabteilungen. Den Kern bilden dreizehn Abteilungen für allgemeine Delikte – aufgrund der Zuständigkeitszuordnung nach Beschuldigtennamen auch „Buchstabenabteilungen“ genannt –, in denen alle Verfahren gegen Erwachsene bearbeitet werden, die nicht in die Zuständigkeit einer Spezialabteilung fallen. Daneben gibt es sieben Abteilungen für von jugendlichen oder heranwachsenden Beschuldigten begangene Delikte, davon eine mit der Spezialzuständigkeit für sogenannte Intensivtäter.
Es gibt folgende Spezialabteilungen:
- Brandsachen, Wehrstrafrecht und Verfahren gegen Politiker,
- Gewalt-, Staatsschutz- und Friedensstörungsdelikte sowie Taten im Zusammenhang mit Sport-Großveranstaltungen
- Kapitaldelikte
- Steuerdelikte (zwei Abteilungen)
- allgemeine Wirtschaftssachen (drei Abteilungen)
- Geldwäsche, Gewinnabschöpfung und sogenannte „große Wirtschaft“
- organisierte Kriminalität (drei Abteilungen, davon eine mit dem Schwerpunkt IuK-Kriminalität)
- organisierte Drogenkriminalität
- allgemeine Betäubungsmittelkriminalität (zwei Abteilungen)
- Vergewaltigungsdelikte, sexuelle Nötigung und Verbreitung pornographischer Schriften.

## Aufgaben

### Ermittlungsverfahren
Den größten Anteil der staatsanwaltschaftlichen Arbeit macht die Ermittlungstätigkeit aus. Die Zahl der Verfahren, in denen die Staatsanwaltschaft auf Anzeige hin oder von Amts wegen gegen bekannte Täter die Ermittlungen eingeleitet hat, betrug im Jahr 2007 insgesamt 144.157; hinzu kamen 58.739 Verfahren gegen unbekannte Täter.
Die Verteilung der Eingänge bei den insgesamt von der Staatsanwaltschaft und der Amtsanwaltschaft Berlin – 302.454 Verfahren (2007) – bearbeiteten Bekannt-Sachen sah wie folgt aus:
- Eigentums- und Vermögensdelikte: 29 %
- sonstige Delikte: 22 %
- Verkehrsdelikte: 14 %
- Straftaten gegen das Leben und die körperliche Unversehrtheit: 11 %
- Serien-, Banden- und Gewaltkriminalität sowie sonstige Verbrechen: 10 %
- Wirtschafts- und Steuerstrafverfahren, Geldwäschedelikte: 5 %
- Straftaten nach dem Betäubungsmittelgesetz: 4 %
- Straftaten nach dem Aufenthaltsgesetz: 2 %

### Strafvollstreckung
Die Vollstreckung der Strafen erfolgt durch die Staatsanwälte und Rechtspfleger der Hauptabteilung 9, die nicht nur für die Verbüßung der Freiheitsstrafen sorgen und die Bewährungen überwachen, sondern sich vor allem mit der Beitreibung von Geldstrafen befassen. Diese machen mit 79 Prozent den Großteil aus, 12 Prozent sind Freiheitsstrafen oder Maßregeln, deren Vollstreckung zur Bewährung ausgesetzt wurde. 9 Prozent der Vollstreckungen betreffen Freiheitsstrafen und Maßregeln ohne Bewährung. Das Volumen der Geldstrafen, die im Jahr 2007 zur Vollstreckung eingeleitet wurden, betrug insgesamt 36.722.667,50 Euro. Einer Vielzahl von Verurteilten wird allerdings gestattet, die Geldstrafe abzuarbeiten. Im Jahr 2007 wurde in 7.450 Fällen die Tilgung der Geldstrafen durch freie Arbeit bewilligt.

## Leitung
Bisherige Leiter der Staatsanwaltschaft Berlin:
- 1945–1951: Generalstaatsanwalt Hermann Loerbroks
- 1952–1954: Generalstaatsanwalt Georg Brühl
- 1954–1955: Generalstaatsanwalt Richard Preuß
- 1956–1960: Generalstaatsanwalt Hans-Helmuth Görcke
- 1961–1965: Generalstaatsanwalt Lothar Münn
- 1965–1976: Generalstaatsanwalt Diether Dehnicke
- 1976–1990: Generalstaatsanwalt Wolfgang Treppe
- 1990–1994: Generalstaatsanwalt Hans-Joachim Heinze
- 1995–2006: Generalstaatsanwalt Hans-Jürgen Karge
- Juni 2006 – April 2016: Leitender Oberstaatsanwalt Andreas Behm
- April 2016 – November 2017 Oberstaatsanwalt Jörg Raupach (kommissarisch als Ständiger Vertreter des Leitenden Oberstaatsanwalts)
- seit November 2017: Leitender Oberstaatsanwalt Jörg Raupach